# PythonAnywhere
PythonAnywhere – platforma hostingowa i środowisko programistyczne w modelu Platform as a Service umożliwiającym tworzenie aplikacji w języku Python poprzez dostęp do wiersza poleceń interpretera i powłoki systemowej bash oraz edytora kodu źródłowego z podświetlaniem składni za pośrednictwem przeglądarki. Aplikacje mogą być tworzone za pomocą platform zgodnych z WSGI.
Platforma PythonAnywhere została utworzona przez firmę Resolver Systems, która tworzyła także oparty na języku Python arkusz kalakulacyjny Resolver One. 16 października 2012 usługa została wykupiona przez spółkę PythonAnywhere LLP, która przejęła także zespół programistów zajmujący się produktem.

## Podstawowe cechy
- CPython, PyPy i IPython w wersjach 3.7, 3.8, 3.9, 3.10, 3.11, 3.12, 3.13 języka Python[2].
- Wiersz poleceń za pośrednictwem przeglądarki z możliwością współdzielenia z innymi użytkownikami[3].
- Hosting aplikacji zgodnych z WSGI opartych na platformach takich jak takich jak Django, Flask, web2py[4].
- Wsparcie dla programowania przy użyciu iPad i innych urządzeń mobilnych[5].
- Edytor kodu źródłowego z podświetlaniem składni za pośrednictwem przeglądarki.
- Zbiór preinstalowanych modułów Pythona[6].
- System harmonogramowania zadań działający podobnie do crona[7].